# Осипенко Вікторія Володимирівна
Вікторія Володимирівна Осипенко (нар. 6 червня 1973, м. Ізюм Харківської області) — українська співачка та педагог, кандидат мистецтвознавства (2006), заслужена артистка України (2005), доцент Харківської державної академії культури.

## Біографія
Вікторія Осипенко народилася 6 червня 1973 року в м. Ізюм на Харківщині.
У 1999 році завершила навчання в Харківському інституті мистецтв (клас викладача А. Мірошникової), після чого навчалася в асистентурі-стажуванні при цьому виші, яку закінчила 2002 року.
Протягом 1992—2018 років вона була солісткою Харківського міського театру народної музики «Обереги». Вікторія Осипенко займалася підготовкою концертних виступів для театру «Обереги», серед яких «Коло роду», «Шляхи широкії», «Україні на єдність», «Якби не ми та не ви…», «Грай, іграчу!».
З 1995 року вона бере участь в жіночому тріо «Обереги», яке також функціонує при міському театрі народної музики «Обереги». До репертуару тріо входять концертні програми за творами Юрія Алжнєва на поезію Івана Котляревського, Тараса Шевченка, Івана Франка, Бориса Олійника, Ліни Костенко та ін., зокрема «Ще вернеться весна» (1997), «На заборолі голос чути» (2002), «Та перейди, місяцю» (2006). Деякі концертні програми виконувалися у Харківській та Київській філармоніях. Про творчість цього тріо розповідається в телепередачі «Творчі зустрічі з Ніною Супруненко», яка в вийшла в ефір у 2011 році.
Вікторія Осипенко стала відомою завдяки виконанню фольклорного солоспіву. Її творчість вирізняє щирість та виразність інтонування. Пісні в її виконанні записані на компакт-дисках. Гастролювала у різних областях України, країнах СНД, Польщі, Литві, Латвії, Італії та Туреччині.
У листопаді 2018 року відбувся творчий вечір «Я вранці голос горлиці люблю…» до 25-річчя творчої діяльності Вікторії Осипенко.

## Родина
- Її син Тарас Осипенко також є виконавцем[2].